# Partikelbana

Partikelbanor vid laminärt och turbulent flöde i ett rör.

En partikelbana är den verkliga vägen en partikel färdats. Vid stationärt flöde är partikelbana identisk med strömlinje och stråk.